# Стадион Артура Эша
Стадион Артура Эша (англ. Arthur Ashe Stadium) — теннисный стадион, расположенный в Флашинг-Медоус — Корона-парке в Квинсе, Нью-Йорк. Стадион был открыт в 1997 году. Является частью Национального теннисного центра имени Билли Джин Кинг Ассоциации тенниса Соединённых Штатов. Это главный корт Открытого чемпионата США по теннису (US Open) и крупнейший теннисный стадион в мире, его вместимость более 23 тысяч зрительных мест.
Назван в честь американского теннисиста Артура Эша, выигравшего первый Открытый чемпионат США по теннису в 1968 году.

## История

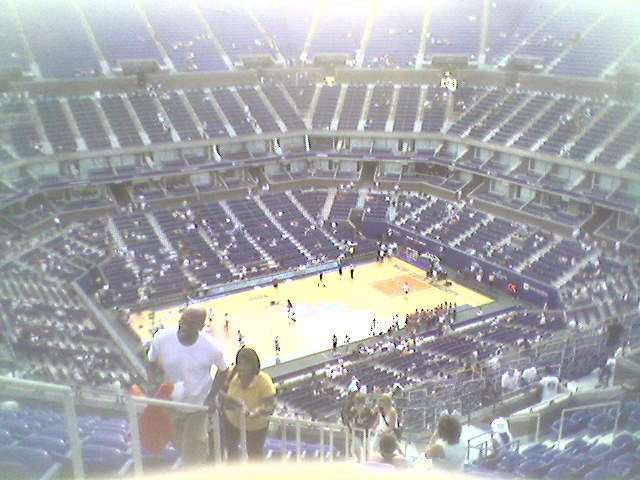
Баскетбольная площадка на стадионе, 2008 год

Стадион Артура Эша заменил стадион Луи Армстронга, также расположенный неподалёку в Флашинг-Медоус — Корона-парке, в качестве основного места проведения Открытого чемпионата США по теннису. Корт имеет хардовое покрытие марки DecoTurf.
25 августа 1997 года на официальной церемонии открытия американская певица Уитни Хьюстон исполнила песню «One Moment in Time».
В 2005 году была изменена расцветка корта с зелёного на синий, а зона вокруг корта осталась зелёной, как считают организаторы, для лучшего контрастирования теннисного мяча.
В течение с 2008 по 2012 годы складывалась неприятная ситуация, когда, в связи с отсутствием крыши над кортом и дождями, приходилось откладывать даже финальные матчи Открытого чемпионата США по теннису. В 2016 году после реконструкции над кортом установлена раздвижная крыша.
В 2019 году c 26 июля по 28 июля на Стадионе Артура Эша проводился чемпионат мира по Fortnite.